# Zefilho
Zé Filho Santana José de Sousa  est un footballeur attaquant brésilien, né le 10 août 1975.

## Palmarès
- Champion de Belgique 1996-1997 (Lierse SK)